# Deutsch-tuvaluische Beziehungen
Die Deutsch-tuvaluische Beziehungen sind das zwischenstaatliche Verhältnis zwischen Deutschland und Tuvalu. Deutschland hat keine eigene Botschaft auf Tuvalu, stattdessen ist die Deutsche Botschaft Wellington auf dem Inselstaat nebenakkreditiert. Auch Tuvalu hat keine eigene Botschaft in Deutschland, stattdessen ist die tuvaluische Botschaft in Brüssel für die Pflege der Beziehungen mit Deutschland zuständig.

## Geschichte
Frühe Kontakte begannen in der zweiten Hälfte des 19. Jahrhunderts zwischen beiden Gesellschaften, als das Hamburger Handelshaus J. C. Godeffroy & Sohn Handelsbeziehungen mit den Bewohnern der Ellice-Inseln (heute Tuvalu) aufnahm. Im Jahr 1878 erreichte die deutsche Panzerkorvette Ariadne die Ellice-Inseln, wobei diese schon im Vorjahr unter die Herrschaft der Briten gefallen war. Durch die britisch-deutschen Erklärungen über den westlichen Pazifik teilten Großbritannien und das Deutsche Reich 1886 den Westpazifik in Einflusssphären auf, wobei Tuvalu in die britische Sphäre fiel und deshalb keine deutsche Kolonie wurde.
Nach der staatlichen Unabhängigkeit Tuvalus vom Vereinigten Königreich 1978 wurden am 26. Juni 1979 diplomatische Beziehungen mit der Bundesrepublik Deutschland aufgenommen. Im 21. Jahrhundert haben sich die Beziehungen beider Länder besonders auf klimapolitische Zusammenarbeit konzentriert. So hat sich Tuvalu der im Jahre 2008 von Deutschland und Nauru gegründeten UN-Freundschaftsgruppe angeschlossen. Im November 2017 besucht der tuvaluische Premierminister Enele Sopoaga Deutschland, um an der UN-Klimakonferenz COP23 in Bonn teilzunehmen. 2023 vertrat Premierminister Kausea Natano sein Land persönlich in Hamburg bei einem von Tuvalu initiierten Gutachtenverfahren zum Klimawandel vor dem Internationalen Seegerichtshof.

## Wirtschaftsbeziehungen
2024 lagen die deutschen Warenexporte auf Tuvalu bei knapp 79.000 Euro und die Importe aus dem Land bei knapp 8.000 Euro. In der Rangliste der deutschen Handelspartner nahm Tuvalu damit Rang 226 und einen der hintersten Ränge ein. Es besteht auf Tuvalu eine große wirtschaftliche Abhängigkeit von deutschen Reedereien, welche Matrosen aus Tuvalu und anderen Pazifikinseln beschäftigen. Die Einnahmen der Matrosen bilden eine der hauptsächlichen Lebensgrundlagen für die die Bewohner von Tuvalu. 1967 gründeten deutsche Reeder in South Tarawa, Kiribati eine Marineschule, auf der die Matrosen ausgebildet werden. Vertreten werden die Matrosen auf ausländischen Schiffen von der Tuvalu Overseas Seamen’s Union.
Deutschland leistet auf Tuvalu Entwicklungshilfe. Darunter über Regionalprogramme der Gesellschaft für Internationale Zusammenarbeit (GIZ) sowie des „Neighbourhood, Development & International Cooperations Instrument“ (NDICI) der Europäischen Union. Die 2022 gegründete Rising Nations Initiative, der Tuvalu angehört, wird von dem Globalen Zentrum für Klimamobilität der Robert Bosch Stiftung unterstützt. 2023 kündigte die Rising Nations Initiative in Zusammenarbeit mit dem Deutschen Archäologischen Institut den Aufbau eines digitalen Repositorium für das kulturelle Erbe von Tuvalu aufzubauen, welches durch den Anstieg des Meeresspiegels bedroht ist. Finanziell unterstützt wird dies durch das Auswärtige Amt.